# إليزابيث كليفر
إليزابيث كليفر (بالإنجليزية: Elizabeth Cleaver)‏ (19 نوفمبر 1939، مونتريال في كندا - 27 يوليو 1985، مونتريال في كندا)؛ كاتبة للأطفال، كاتِبة وروائية كندية.